# Resolució 461 del Consell de Seguretat de les Nacions Unides
La Resolució 461 del Consell de Seguretat de les Nacions Unides va condemnar Iran per la presa d'ostatges a l'ambaixada dels Estats Units a Teheran. Després de recordar la seva resolució 479 (1979), el Consell va observar la creixent tensió entre Iran i els Estats Units. El Consell també va citar l'ordre de la Cort Internacional de Justícia per alliberar immediatament els ostatges sense cap excepció. La resolució va ser aprovada el 31 de desembre de 1979.
El Consell va recordar als Estats membres les amenaces i l'ús de la força en les relacions internacionals, la resolució va tornar a fer una crida per a l'alliberament dels ostatges estatunidencs i permetre'ls sortir del país. La resolució 461 va reiterar la petició al secretari general Kurt Waldheim per prestar els seus bons oficis per buscar una solució als fets i informar els seus esforços abans que el Consell es torni a reunir. Finalment, el Consell va decidir tornar a reunir-se el 7 de gener de 1980, per revisar la situació i, si fos necessari, prendre mesures addicionals.
La resolució va ser aprovada per 11 vots contra cap, mentre que Bangladesh, Txecoslovàquia, Kuwait i la Unió Soviètica es van abstenir de votar.